# Jens Kofods Gade
Jens Kofods Gade er en gade i Indre By i København, der går fra Store Kongensgade til Grønningen. Gaden blev opkaldt efter Jens Pedersen Kofoed (1628-1691) i 1907. Kofoed var en af hovedmændene under den bornholmske opstand i 1658 mod svenskerne, der havde overtaget øen efter Roskilde-freden.
Gaden er en af fire gader med bornholmske navne i et lille kvarter mellem Esplanaden, Grønningen og Store Kongensgade. Hvor kvarteret ligger nu, anlagdes i 1789 Husarkasernen. I 1898 erstattedes kasernen af en ny på Østerbro, og de gamle bygninger blev revet ned i 1902. Desuden blev Grønningen flyttet et stykke mod nordøst til sin nuværende placering. Det var planen at opføre etageejendomme med store lejligheder i området. Imidlertid havde man ramt en tid med overproduktion af boliger, så det kom til at tage over tre årtier at få hele kvarteret bebygget.

## Bebyggelse
Den trefløjede murstensejendom Hammerensgade 1 / Store Kongensgade 122 / Jens Kofods Gade 2 med de afrundede hjørner blev opført i 1906. Ved opførelsen blev den kaldt for Hammershus. De hvidkalkede ejendomme ved siden af i Hammerensgade 3 og Jens Kofods Gade 4 blev opført i 1925. Bygningerne ud mod de to parallelgader er forbundet med en mellembygning. De er desuden aftrappet mod Grønningen af hensyn til naboen Hagemanns Palæ.
Hagemanns Palæ i Hammerensgade 5 / Grønningen 11 / Jens Kofods Gade 6 blev opført for bankier Paul Hagemann i 1918 efter tegninger af Carl Brummer. Den trefløjede grågule toetages bygning skiller sig noget ud fra de omkringliggende fem-seks etages ejendomme. Årsagen til at Hagemann kunne købe grunden og nøjes med palæet er dog formentlig, at salget af byggegrunde gik dårligt på det tidspunkt. Hagemann solgte palæet til den finske stat i 1943. I mange år var der ambassade i bygningen, men nu er den residens for ambassadøren.
Hjørneejendommen Jens Kofods Gade 1 / Store Kongensgade 124 blev opført i 1908. Den udmærker sig ved halvrunde sandstensfrontoner over de ligeledes halvrunde karnapper. I dag ligger Iraks ambassade i bygningen. Ved siden af ligger den trefløjede ejendom Grønningen 15 fra 1908, hvis fløj mod Jens Kofods Gade er udført i lignende stil. Begge bygninger er opført med herskabslejligheder, der kom frem på den tid. Det var store lejligheder med dengang moderne bekvemmeligheder som centralvarme, badeværelser og elevatorer.
Brasiliens ambassade for Danmark og Litauen har adresse på Jens Kofods Gade 1. Ejendommen kaldes i øvrigt for Trekronergård og ejes af M. Goldschmidt Ejendomme A/S.